# 金融機関の合併及び転換に関する法律
金融機関の合併及び転換に関する法律（きんゆうきかんのがっぺいおよびてんかんにかんするほうりつ、昭和43年6月1日法律第86号）は、異種の金融機関相互間の合併および転換に関する日本の法律である。
1968年（昭和43年）6月1日に公布された。施行は1968年であるが、1963年に池田勇人総理大臣が日本長期信用銀行副頭取に天下りしていた河野一之に日本相互銀行の社長就任を要請した際、日本相互銀行を普通銀行に転換させるため、石野信一大蔵事務次官に作らせたもの。適用第一号も同行であった。

## 構成
- 第1章 総則
- 第2章 合併
  - 第1節 普通銀行と長期信用銀行との合併
  - 第2節 銀行と協同組織金融機関との合併
  - 第3節 協同組織金融機関と協同組織金融機関との合併
  - 第4節 合併における銀行の手続
  - 第5節 合併における協同組織金融機関の手続
  - 第6節 雑則（第48条 - 第54条）
- 第3章 転換 
  - 第1節 長期信用銀行が普通銀行となる転換
  - 第2節 普通銀行が信用金庫となる転換
  - 第3節 協同組織金融機関がする転換
  - 第4節 雑則
- 第4章 雑則
- 第5章 罰則
- 附則